# Goonallica spencei
Goonallica spencei är en fjärilsart som beskrevs av Jean Baptiste Boisduval 1840. Goonallica spencei ingår i släktet Goonallica och familjen nattflyn. Inga underarter finns listade i Catalogue of Life.